# Raymore
Raymore é uma cidade localizada no estado americano de Missouri, no Condado de Cass.

## Demografia
Segundo o censo americano de 2000, a sua população era de 11.146 habitantes.
Em 2006, foi estimada uma população de 16.544, um aumento de 5398 (48.4%).

## Geografia
De acordo com o United States Census Bureau tem uma área de
44,3 km², dos quais 44,0 km² cobertos por terra e 0,3 km² cobertos por água. Raymore localiza-se a aproximadamente 335 m acima do nível do mar.

## Localidades na vizinhança
O diagrama seguinte representa as localidades num raio de 12 km ao redor de Raymore.